# 적정성의 원칙
적정성의 원칙(適正性의 原則)이란 법률의 내용에 관한 것으로 당해 형벌법규에 의해 처벌할 실질적인 필요성이나 합리성이 있어야 한다는 형법상의 원리이다. 오늘날 법치주의는 실질적 법치주의를 의미하고 헌법은 인간의 존엄성을 근본으로 삼고 있기 때문에 적정성의 원칙을 인정하는 것이 일반적이다.

## 근거
적정성의 원칙은 실질적 법치주의가 형법에 구현된 것으로서 입법자의 자의에 의한 형벌권의 남용을 방지한다. 이 원칙은 헌법 제37조 제2항 단서의 비례성의 원칙, 과잉금지의 원칙에서 도출될 수 있다.

## 내용
- 형벌 법규 적용의 필요성 원칙
- 균형성 원칙

## 같이 보기
- 죄형법정주의